# Грибы, разлагающие древесину
Грибы, разлагающие древесину — это любой вид грибов, разрушающий увлажненную древесину до гнили. Рост грибов происходит из-за избытка воды в древесине.
Выделяют белую волокнистую, бурую трещиноватую и мягкую гниль. На основе этого можно классифицировать грибы по разрушению, которое они наносят.
Белую волокнистую и бурую трещиноватую гнили в основном образуют базидиомицеты, а мягкую — аскомицеты. Например, трутовик окаймленный, поселяются на мертвых деревьях, вызывая бурую гниль, а медовый гриб Armillaria обитает на живых деревьях, оставляя белую гниль. Выделяя ферменты, грибы разлагают различные компоненты клеточной стенки. Например, некоторые грибы могут разрушать целлюлозу и гемицеллюлозу, другие — лигнин, а третьи — и то, и то. Таким образом, каждый из них занимает определённую, отличную от других, экологическую нишу.
Продукты разложения имеют различные рН, растворимость и окислительно-восстановительный потенциал. Проникая в почву, они заметно изменяют её свойства.

### Бурая трещиноватая гниль
Бурогнильные грибы разрушают целлюлозу и гемицеллюлозу путем сложного комплекса окислительных реакций и действия эндоцеллюлаз. Одной из стадий является окисление целлюлозы пероксидом водорода, который образуется при разложении гемицеллюлозы. Лигнин остается в клеточной стенке растения, однако подвергается модификации-деметилированию. Такие грибы как Serpula lacrymans, Fibroporia vaillantii и Coniophora puteana вызывают разрушение деревянных зданий. Также к этой группе относятся грибы Phaeolus schweinitzii и Fomitopsis pinicola.

### Белая волокнистая гниль
Грибы, образующие белую волокнистую гниль, разрушают лигнин, оставляя целлюлозу; некоторые разрушают и лигнин и целлюлозу. При разложении лигнина эти грибы используют лакказы, фенолоксидазы и пероксидазы. Утилизация лигнина в лесных экосистемах играет важную роль в круговороте углерода.
Примерами таких грибов могут быть Armillaria spp. и Pleurotus ostreatus.

### Мягкая гниль
Мягкая гниль образуется при действии на древесину целлюлаз, выделяемых определёнными грибами. Разложение волокон целлюлозы приводит к формированию микроскопических полостей, из-за чего древесина теряет свою форму. К таким грибам относится Ceratocyctus, Chaetomium и Kretzschmaria deusta.